# Désiré Tsarahazana
Désiré Tsarahazana (Amboangibe, 13 de junho de 1954) é um prelado de Madagascar da Igreja Católica. É Arcebispo de Toamasina desde 2010, tendo sido Bispo da mesma Diocese de 2008 a 2010, quando foi elevada a Arquidiocese. O Papa Francisco o nomeou cardeal em 2018.

## Biografia
Désiré Tsarahazana nasceu em 13 de junho de 1954 em Amboangibe, Madagascar. Ele estudou no seminário menor em Mahajanaga de 1970 a 1976 e depois continuou seus estudos em Antsiranana ou Diego-Suárez até 1978, e então se preparou para o sacerdócio entre 1979 e 1982 e estudou filosofia e teologia de 1983 a 1986.
Foi ordenado sacerdote em 28 de setembro de 1986.
O Papa João Paulo II nomeou-o Bispo de Fenoarivo Atsinanana em 30 de outubro de 2000 Ele foi consagrado bispo em 18 de fevereiro de 2001. Ele escolheu como seu lema episcopal "Sois vainqueur du mal par le bien" ("Vença o mal com o bem").
O Papa Bento XVI nomeou-o Bispo de Toamasina em 24 de novembro de 2008. Ele se tornou seu arcebispo quando a diocese foi elevada ao status de arquidiocese em 26 de fevereiro de 2010.
Ele foi vice-presidente da Conferência Episcopal de Madagascar de 2006 a 2012 e, desde novembro de 2012, é seu presidente. Essa Conferência o elegeu para participar do Sínodo dos Bispos de 2015 sobre a Família. Em fevereiro de 2018, ele participou de uma conferência do Vaticano sobre "Combater a violência cometida em nome da religião".
Desde 2012, ele liderou uma campanha para estabelecer um local de peregrinação nacional em Andevoranto dedicado a Henri de Solages (1786-1832), que é considerado o pai do catolicismo em Madagascar. Uma igreja de pedra que ele construiu foi dedicada em 7 de dezembro de 2014 pelo núncio papal.
Em 2013, ele negou que funcionários da Catholic Relief Services (CRS) estivessem promovendo a contracepção em Madagascar, como o Instituto de Pesquisa Populacional cobrou. Ele disse que os relatórios foram baseados na confusão entre os funcionários públicos de saúde, que a CRD treina na prevenção de saúde infantil e malária, com funcionários da CRS.
Em 20 de maio de 2018, o Papa Francisco anunciou que faria de Tsarahazana um cardeal em 29 de junho.

## Link Web
- «Archidiocèse de Toamasina». Église Catholique Romaine à Madagascar (em francês). Consultado em 20 de maio de 2018
- Entretien avec Mgr Désiré Tsarahazana no YouTube, 6 October 2015 (em francês)